# Susana Vera
Pour les articles homonymes, voir Vera.
Susana Vera est une photojournaliste espagnole, née à Pampelune en 1974.   
En 2020, elle est devenue la première photographe espagnole à remporter un prix Pulitzer pour la photographie.

## Biographie
Après avoir obtenu un double diplôme en journalisme et communication audiovisuelle à l'Université de Navarre, Susana Vera a effectué sa dernière année de licence à l'Université du Missouri à Columbia (États-Unis) dans le cadre d’un échange. Elle travaille tout d'abord pour différents journaux américains, dont The Herald News, The Gurnee Sun et The News & Observer.
Elle rejoint ensuite l’agence de presse internationale Reuters qui l’envoie pour couvrir les manifestations de 2019 à Hong Kong. 
En mai 2020, Susana Vera reçoit le prix Pulitzer pour la photographie, avec un groupe de onze reporters, pour une série de vingt photographies sur les manifestations de 2019-2020 à Hong Kong en 2019.

## Prix et distinctions
Liste non exhaustive :
- 2020 : prix Pulitzer pour la photographie, pour sa couverture des manifestations de 2019 à Hong Kong[1],[4].